# Yunnanilus
Genre
Yunnanilus est un genre de poissons téléostéens de la famille des Nemacheilidae et de l'ordre des Cypriniformes. Yunnanilus est un genre de « loches de pierre » originaire d'Asie.

## Liste des espèces

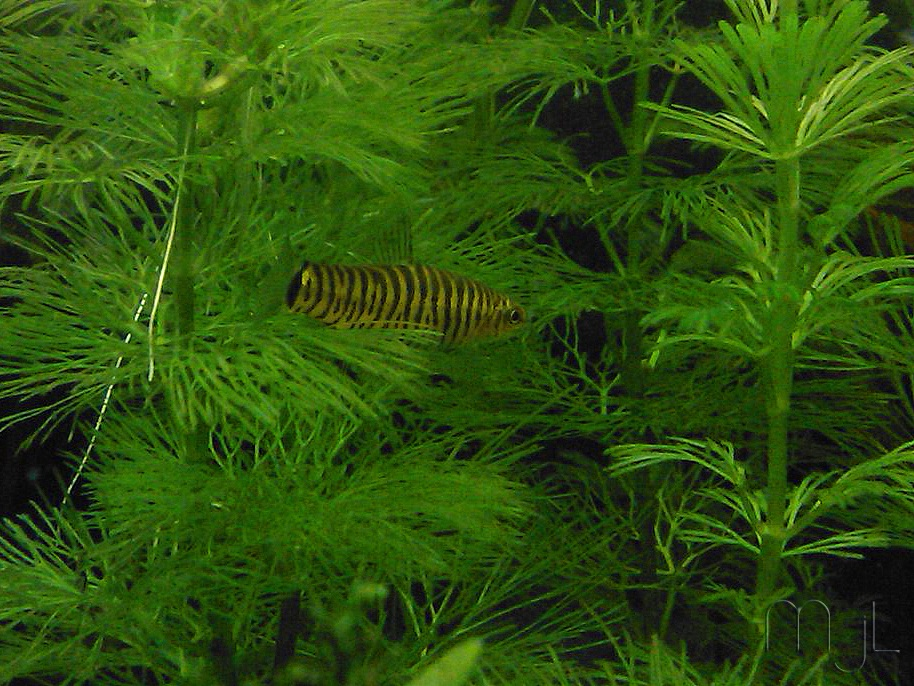
anciennement Yunnanilus cruciatus, aujourd'hui classé Micronemacheilus cruciatus

Il existe actuellement un désaccord sur le nombre exact d'espèces que regroupe ce genre. La liste suivante suit principalement M. Kottelat, 2012 avec l'ajout d'espèces nouvellement décrites. Il y a actuellement 26 espèces reconnues dans ce genre,,:
- Yunnanilus altus Kottelat & X. L. Chu, 1988
- Yunnanilus analis J. X. Yang, 1990
- Yunnanilus bailianensis Jian Yang, 2013[3]
- Yunnanilus bajiangensis W. X. Li, 2004
- Yunnanilus beipanjiangensis W. X. Li, W. N. Mao & R. F. Sun, 1994
- Yunnanilus caohaiensis R. H. Ding, 1992
- Yunnanilus chui J. X. Yang, 1991
- Yunnanilus discoloris W. Zhou & J. C. He, 1989
- Yunnanilus elakatis W. X. Cao & S. Q. Zhu, 1989
- Yunnanilus ganheensis L. An, B. S. Liu & W. X. Li, 2009
- Yunnanilus jinxiensis Y. Zhu, L. N. Du, X. Y. Chen & J. X. Yang, 2009
- Yunnanilus longibarbatus X. Gan, X. Y. Chen & J. X. Yang, 2007
- Yunnanilus longibulla J. X. Yang, 1990
- Yunnanilus macrogaster Kottelat & X. L. Chu, 1988
- Yunnanilus macrositanus W. X. Li, 1999
- Yunnanilus nanpanjiangensis W. X. Li, W. N. Mao & Zong-Min Lu, 1994
- Yunnanilus niger Kottelat & X. L. Chu, 1988
- Yunnanilus niulanensis Z. M. Chen, J. Yang & J. X. Yang, 2012[4]
- Yunnanilus obtusirostris J. X. Yang, 1995
- Yunnanilus pachycephalus Kottelat & X. L. Chu, 1988
- Yunnanilus paludosus Kottelat & X. L. Chu, 1988
- Yunnanilus parvus Kottelat & X. L. Chu, 1988
- Yunnanilus pleurotaenia (Regan, 1904)
- Yunnanilus pulcherrimus J. X. Yang, X. Y. Chen & J. H. Lan, 2004
- Yunnanilus sichuanensis R. H. Ding, 1995
- Yunnanilus spanisbripes L. An, B. S. Liu & W. X. Li, 2009

### Note
Selon FishBase (23 juillet 2015) - 34 espèces:
- Yunnanilus altus Kottelat & Chu, 1988
- Yunnanilus analis Yang, 1990
- Yunnanilus bailianensis Yang, 2013
- Yunnanilus bajiangensis Li, 2004
- Yunnanilus beipanjiangensis Li, Mao & Sun, 1994
- Yunnanilus brevis (Boulenger, 1893)
- Yunnanilus caohaiensis Ding, 1992
- Yunnanilus chui Yang, 1991
- Yunnanilus cruciatus (Rendahl, 1944)
- Yunnanilus discoloris Zhou & He, 1989
- Yunnanilus elakatis Cao & Zhu, 1989
- Yunnanilus forkicaudalis Li, 1999
- Yunnanilus ganheensis An, Liu & Li, 2009
- Yunnanilus jinxiensis Zhu, Du & Chen, 2009
- Yunnanilus longibarbatus Gan, Chen & Yang, 2007
- Yunnanilus longibulla Yang, 1990
- Yunnanilus longidorsalis Li, Tao & Lu, 2000
- Yunnanilus macrogaster Kottelat & Chu, 1988
- Yunnanilus macroistainus Li, 1999
- Yunnanilus macrolepis Li, Tao & Mao, 2000
- Yunnanilus nanpanjiangensis Li, Mao & Lu, 1994
- Yunnanilus niger Kottelat & Chu, 1988
- Yunnanilus nigromaculatus (Regan, 1904)
- Yunnanilus niulanensis Chen, Yang & Yang, 2012
- Yunnanilus obtusirostris Yang, 1995
- Yunnanilus pachycephalus Kottelat & Chu, 1988
- Yunnanilus paludosus Kottelat & Chu, 1988
- Yunnanilus parvus Kottelat & Chu, 1988
- Yunnanilus pleurotaenia (Regan, 1904)
- Yunnanilus pulcherrimus Yang, Chen & Lan, 2004
- Yunnanilus sichuanensis Ding, 1995
- Yunnanilus spanisbripes An, Liu & Li, 2009
- Yunnanilus tigerivinus Li & Duan, 1999
- Yunnanilus yangzonghaiensis Cao & Zhu, 1989